# Iringus (Basel)
Iringus war von ca. 880 bis nach 898 Bischof von Basel.
In der ältesten bekannten Bischofsliste aus der Abtei Münster im Elsass wird Iringus unter Papst Marinus I. (882–884) erwähnt. 892 nahm er an der Wahl des Bischofs Boso von Lausanne teil und drei Jahre später an der Synode von Trebur. Seine letzte Erwähnung geschieht anlässlich der St. Emmeramskirche in Regensburg am 24. September 898. Im Verbrüderungsbuch von St. Gallen folgt er auf Adalwinus, in dem der Reichenau auf Hartwig.